# Michael S. Rogers

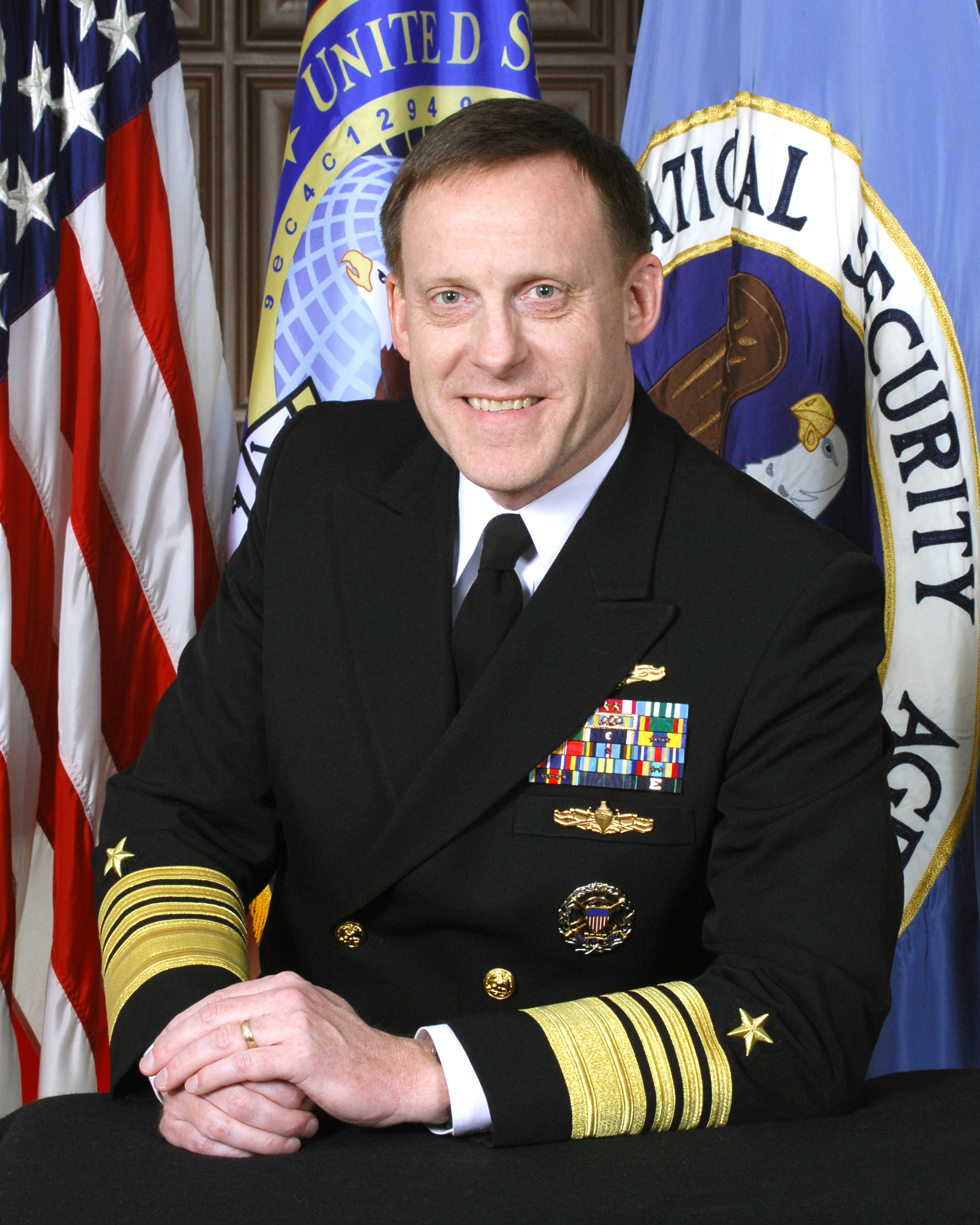
Michael S. Rogers (2014)

Admiral Michael S. "Mike" Rogers (geboren in Chicago, Illinois am 31. Oktober 1959) ist ein US-amerikanischer Marineoffizier und Regierungsbeamter. Er ist ein Admiral der United States Navy und war vom 3. April 2014 bis 4. Mai 2018 Direktor des US-Bundesnachrichtendienstes National Security Agency (NSA), Chef des Central Security Service (CSS) und Befehlshaber des United States Cyber Command (USCYBERCOM). Zuvor befehligte er die 10. Flotte der US Navy und das US Fleet Cyber Command.

## Laufbahn
Rogers stammt aus Chicago und schloss 1977 die High School ab. Nach einem Studium an der Auburn University trat er 1981 in die US-Marine ein. Ursprünglich im Marine-Einsatzbereich "surface warfare" tätig, wurde er 1986 abkommandiert zum Bereich Kryptologie, heute Informationskrieg genannt. Er diente auf US-Kriegsschiffen und U-Booten im Atlantik, in der Ostsee, im Mittelmeer, im Persischen Golf und in der Karibik. Rogers arbeitete als Geheimdienstkoordinator des Generalstabs (Joint Chiefs of Staff), bevor er im Jahr 2011 zum Chef des Fleet Cyber Command ernannt wurde. Die von ihm kommandierte zehnte US-Flotte (U.S. Tenth Fleet) stellte den Einheiten der US-Marine Fähigkeiten für den Cyberkrieg zur Verfügung.
Rogers, der schon davor als aussichtsreicher Kandidat für die Nachfolge des Generals Keith B. Alexander angesehen worden war, wurde im Januar 2014 von US-Präsident Barack Obama zum Direktor des Nachrichtendienstes NSA und Kommandeur des United States Cyber Command vorgeschlagen und trat diese Ämter im April 2014 an.
Im November 2016 traf sich Rogers mit dem President-elect Donald Trump, der ihn für das Amt des Direktors der nationalen Nachrichtendienste in Betracht zog. Erst wenige Wochen zuvor hatten der Verteidigungsminister der Vereinigten Staaten Ash Carter und der scheidende Koordinator der US-amerikanischen Nachrichtendienste Jim Clapper im Zusammenhang mit einer geplanten Trennung von NSA und USCYBERCOM die Ablösung Rogers als Leiter beider Behörden vorgeschlagen.
Am 4. Mai 2018 wurde Rogers in einer Übergabezeremonie des USCYBERCOM von den Positionen der NSA, CSS und USCYBERCOM entlassen und übergab das Kommando an seinen Nachfolger Paul Nakasone. Bei dieser Feier gab er bekannt, dass er sich am 1. Juni 2018 offiziell aus dem aktiven Dienst bei der United States Navy zurückziehen wird.

## Auszeichnungen
Auswahl der Dekorationen, sortiert in Anlehnung der Order of Precedence of the Military Awards:
- Navy Distinguished Service Medal
- Defense Superior Service Medal
- Meritorious Service Medal (3 x)
- Joint Service Commendation Medal
- Navy & Marine Corps Commendation Medal
- National Defense Service Medal
- Navy Unit Commendation